# Kennedy Polamalu
Kennedy Polamalu (Pago Pago, 22 novembre 1963) è un allenatore di football americano samoano americano che svolge il ruolo di allenatore dei running back dei Seattle Seahawks della National Football League (NFL).

## Carriera

### Primi anni
Polamalu allenò i running back e gli special team degli USC Trojans dal 2000 al 2003. In quel ruolo allenò Justin Fargas, Hershel Dennis e Tom Malone. In precedenza aveva allenato a livello di scuole superiori e alla University of California, Los Angeles (UCLA), alla San Diego State University e alla University of Colorado at Boulder. Allenò i running back dei Cleveland Browns nel 2004 e quelli dei Jacksonville Jaguars dal 2005 al 2009. Il 24 luglio 2010 Polamalu accettò il ruolo di coordinatore offensivo di USC. Ciò portò l’allenatore dei Tennessee Titans Jeff Fisher a criticare pubblicamente il capo-allenatore di USC, Lane Kiffin, per non seguire il protocollo generalmente accettato nella NFL, ossia che il capo-allenatore o il direttore atletico della squadra interessata contattino il capo-allenatore dell’altra squadra per fargli sapere di essere interessato a un uomo del suo staff.  Fisher se la prese poiché Kiffin lo aveva chiamato e lasciato un messaggio nella segreteria telefonica dopo che Polamalu aveva già accettato l’offerta.  Kiffin in seguito spiegò di avere chiamato Polamalu venerdì 23 luglio per sentire se fosse interessato e dopo avere ricevuto una risposta positiva, aveva chiamato Fisher il sabato, lasciandogli un messaggio.  Il 26 luglio 2010 i Titans fecero causa a Kiffin e a USC, chiedendo i danni. Il 4 dicembre 2013 fu annunciato che Polamalu era stato assunto come allenatore dei running back a UCLA.
Nel luglio 2013 Polamalu decise di allenare suo figlio alla Loyola High School a Los Angeles. Allenò così i running back e gli special team per un anno, prima di un’offerta per fare ritorno a UCLA.

### UCLA
Il 13 gennaio 2016 UCLA annunciò di avere promosso Polamalu a coordinatore offensivo. Dopo una sconfitta contro California il 26 novembre 2016, il contratto non gli fu rinnovato.

### Minnesota Vikings
Nel gennaio 2017 Polamalu fu assunto dai Minnesota Vikings come allenatore dei running back. Assieme al resto dello staff, il contratto non gli fu rinnovato dopo la stagione 2021.

### Las Vegas Raiders
Nel 2022 Polamalu divenne il nuovo allenatore dei running back dei Las Vegas Raiders. Il 2 febbraio 2024 fu annunciato che non sarebbe stato confermato dal nuovo allenatore Antonio Pierce, venendo sostituito da DeShaun Foster. Foster in seguito si fece da parte per diventare il capo-allenatore degli UCLA Bruins e Polamalu fu sostituito da Cadillac Williams

### Seattle Seahawks
Nel febbraio 2024 Polamalu si unì allo staff del nuovo capo-allenatore Mike Macdonald come allenatore dei running back dei Seattle Seahawks.